# Amata cholmlei
Amata cholmlei är en fjärilsart som beskrevs av George Francis Hampson 1907. Amata cholmlei ingår i släktet Amata och familjen björnspinnare. Inga underarter finns listade i Catalogue of Life.